# 5928 Pindarus
5928 Pindarus este o planetă minoră (asteroid), cu un diametru de 30,402 km, din centura de asteroizi. A fost descoperită pe 19 septembrie 1973 la Observatorul Palomar de Cornelis Johannes van Houten și a fost numită după Pindar. 
Obiectul prezintă o orbită caracterizată de o semiaxă mare de 3,981686 UAi, o excentricitate de 0,12, o înclinație de 9,26807 ° în raport cu ecliptica.